# Gérson dos Santos
Gérson dos Santos (Belo Horizonte, 14 de Julho de 1922 — 2002) foi um futebolista brasileiro.

## Carreira
Gérson destacou-se no Botafogo de Futebol e Regatas, onde jogou de 1945 a 1956, fazendo 371 jogos. Atuava como volante, por esta razão, talvez, tenha feito apenas 2 gols nos 11 anos em que defendeu o alvinegro carioca.
Foi convocado quatro vezes para a Seleção Brasileira de Futebol.

## Títulos
Cruzeiro
- Campeonato Mineiro: 1943, 1944 e 1945

Botafogo
- Torneio Início: 1947
- Campeonato Carioca: 1948[2]